# 御徒町鳩
御徒町 鳩（おかちまち はと、5月13日 - ）は、日本の漫画家。東京都出身。血液型はA型。
2006年、『月刊ウィングス』（新書館）1号にて「花のために」（三木鈴名義）でデビュー。

## 主な作品
- 象の背中-秘密-（原作:秋元康、全1巻） - 『月刊ウィングス』（新書館）にて連載。
- みどりのまきば（全2巻） - 『ウィングス』（新書館）にて連載。
- 腐女子っス!（全7巻） - 『comic SYLPH』（メディアワークス）→『シルフ』（アスキー・メディアワークス）（誌名変更）にて連載。
- ファンタジー（全1巻） - 『マンガ・エロティクス・エフ』（太田出版）にて連載。
- 堀居姉妹の五月（既刊3巻） - 『マンガ・エロティクス・エフ』（太田出版）→『ハツキス』（講談社）　にて連載。
- きみ諦めることなかれ（全1巻） - 『となりのヤングジャンプ』（集英社）にて連載。